# 不要放棄 (舒米恩歌曲)
〈不要放棄〉是阿美族歌手舒米恩創作及演唱的歌曲，為2015年台灣電影《太陽的孩子》主題曲。此曲2015年獲得第52屆金馬獎最佳電影原創歌曲，2016年獲得第27屆金曲獎的最佳年度歌曲獎，為首次母語歌曲獲得金曲獎的最佳年度歌曲獎項。

## 歌曲背景

### 概念發想
《太陽的孩子》由鄭有傑與勒嘎・舒米（Lekal Sumi）導演聯合編導，並邀請舒米恩創作主題曲。電影描繪東海岸原民良田遇上觀光開發的故事，歌曲名〈不要放棄〉是舒米恩對整部電影所下的註解，也是電影的核心。

### 歌曲版本
除阿美語版本以外，此曲亦有漢語版本，兩版本收錄在《太陽的孩子 Wawa No Cidal 電影原聲帶》中，全曲用鋼琴伴奏，配合對土地關懷的電影主題。

## 獎項
- 第52屆金馬獎[9][10]，舒米恩也在頒獎典禮中演唱這首歌曲。

| 年份 | 獎項             | 入圍作品               | 結果 |
| ---- | ---------------- | ---------------------- | ---- |
| 2015 | 最佳電影原創歌曲 | Aka Pisawad (不要放棄) | 獲獎 |

- 第27屆金曲獎[11]，是首次有原住民歌曲獲得金曲獎的最佳年度歌曲獎項。

| 年份 | 獎項           | 入圍作品               | 結果 |
| ---- | -------------- | ---------------------- | ---- |
| 2016 | 最佳年度歌曲獎 | Aka Pisawad (不要放棄) | 獲獎 |

## 外部連結
- 《不要放棄 Aka Pisawad》阿美語版 官方音樂影片 （页面存档备份，存于）
- 《不要放棄 Aka Pisawad》阿美語歌詞翻譯 （页面存档备份，存于）